# Сульфування
Сульфува́ння (рос. сульфирование, [сульфонирование], англ. sulfonation) — введення сульфогрупи в сполуки за допомогою реакцій заміщення (дією сульфатної кислоти або олеуму на ароматичні сполуки, хлорсульфонової кислоти на алкени й активовані замісниками арени), за реакціями інсерції в зв'язки С–H (дією SO3 i його комплексів з діоксаном, піридином): Ar–H + H2SO4 → Ar–SO3H
(діючою частинкою є H2S2O7, у розведених розчинах — H3SO4+)
RHC=CHR + ClSO3H → RHC=CRSO3H
PhCOCH2–H + SO3.OC4H8O → PhCOCH2–SO3H
Синонім — сульфонування.